# Kościół Matki Bożej Nieustającej Pomocy w Turzu
Kościół Matki Bożej Nieustającej Pomocy w Turzu – rzymskokatolicki kościół parafialny znajdujący się we wsi Turze, w gminie Tczew, w Województwie pomorskim. Należy do dekanatu skarszewskiego diecezji pelplińskiej.

## Historia
Kościół w stylu neogotyckim, o wystroju neobarokowym wzniesiono w latach 1913–1918. Pierwotnie służył on ewangelikom, a decyzja o utworzeniu ewangelickiej parafii zapadła w 1912.
- 1 grudnia 1918: generalny Superintendent Reinharda z Gdańska uroczyście poświęcił nowo zbudowaną świątynię.
- Lipiec 1920 – październik 1928: parafią zarządzał Jan Friedlich, ówczesny proboszcz z Tczewa[1].
- 1945: przejęcie świątyni przez katolików[2]. W wyniku II wojny światowej kościół uległ poważnym uszkodzeniom. Zostały one częściowo naprawione, a potem odbyło się uroczyste poświęcenie kościoła pw. Niepokalanego Poczęcia NMP. Poświęcenia dokonał ks. Paweł Czaplewski, ówczesny dziekan tczewski i proboszcz parafii w Miłobądzu[1].
- 1953: kościół stał się filią parafii w Godziszewie[3].
- 1 marca 1969: ustanowienie ośrodka duszpasterskiego w Turzu. Placówkę objął ks. Stanisław Mokwa, późniejszy pierwszy proboszcz parafii[3].
- 1970, kwiecień: Ustawiono przed kościołem krzyż misyjny.
- 1972: zmieniono wezwanie kościoła z Niepokalanego Poczęcia NMP na Matki Bożej Nieustającej Pomocy. W tym samym roku wyremontowano organy[1].
- 1973: Wykonano 14 stacji Drogi Krzyżowej[1].
- 1 sierpnia 1974: Dekretem bpa Bernarda Czaplińskiego ośrodek duszpasterski przekształcono w parafię, której przekazano kościół filialny pw. Św. Mikołaja w Dalwinie, należący wcześniej jako filia do parafii Miłobądz[3].
- 4–5 maja 1975: Do kościoła sprowadzono posoborowy ołtarz wykonany z drewna.
- 1976, kwiecień: renowacja wnętrza kościoła parafialnego. Kazimierz Falkowski wykonał obraz MBNP umieszczony w ołtarzu głównym[1].
- 1993, maj: w darze dzieci i rodziców pierwszokomunijnych do kościoła ufundowano dwie nowe tarcze zegara na kościelną wieżę, odremontowano mechanizm zegara na wieży. W grudniu tego roku ufundowano figury św. Józefa Robotnika i Najświętszego Serca Pana Jezusa i chrzcielnicę.
- 27 czerwca 1999: odpust parafialny, podczas którego odbyła się konsekracja i zawieszenie dwóch nowych dzwonów[1].
- 2001: Obraz Matki Bożej wraz z ołtarzem został odnowiony i wzbogacony złoceniami przez artystę konserwatora Ryszarda Gołuńskiego, pochodzącego ze Starogardu Gdańskiego[1][4].
- 2006, kwiecień: nowe elementy wyposażenia kościoła (tj. krzyż procesyjny, lichtarz, świeczniki i figura Zmartwychwstałego)[5].
- 2009, czerwiec: renowacja krzyża misyjnego[6].
- 2009-2011 – renowacja witraży kościoła przez gdańską firmę PM-Witraż s.c. Pojawiły się wówczas witraże ukazujące św. Ritę, św. Ojca Pio, św. Faustynę, bł. Jana Pawła II, bł. ks. Jerzego Popiełuszkę, oraz bł. ks. Stefana Wincentego Frelichowskiego[6].

## Wnętrze
Kościół ma nietypowe wnętrze, ponieważ ławki dla wiernych swoim kształtem przypominają teatr, ustawione w trzech kolumnach, na posadzce stopniowo opadające się w kierunku Prezbiterium. Kościół ma dwa balkony: jeden z organami, umieszczony za ołtarzem, i drugi z ławkami dla wiernych, wokół trzech ścian kościoła. Zarówno balkony, jak i ołtarz wykonane są z drewna, bogato zdobionego malowidłami. Pod kościołem, od strony prezbiterium znajduje się kaplica przedpogrzebowa. W kościele, przy bocznych ołtarzach znajdują się w relikwiarzach relikwie św. Rity i św. Jana Pawła II, a nad nimi figury Jezusa i Józefa Robotnika.

### Wieża kościelna
Wewnątrz wieży kościelnej znajduje się czynny mechanizm zegara. Prócz niego na wieży znajdują się również trzy dzwony poruszane napędami elektrycznymi.

## Galeria

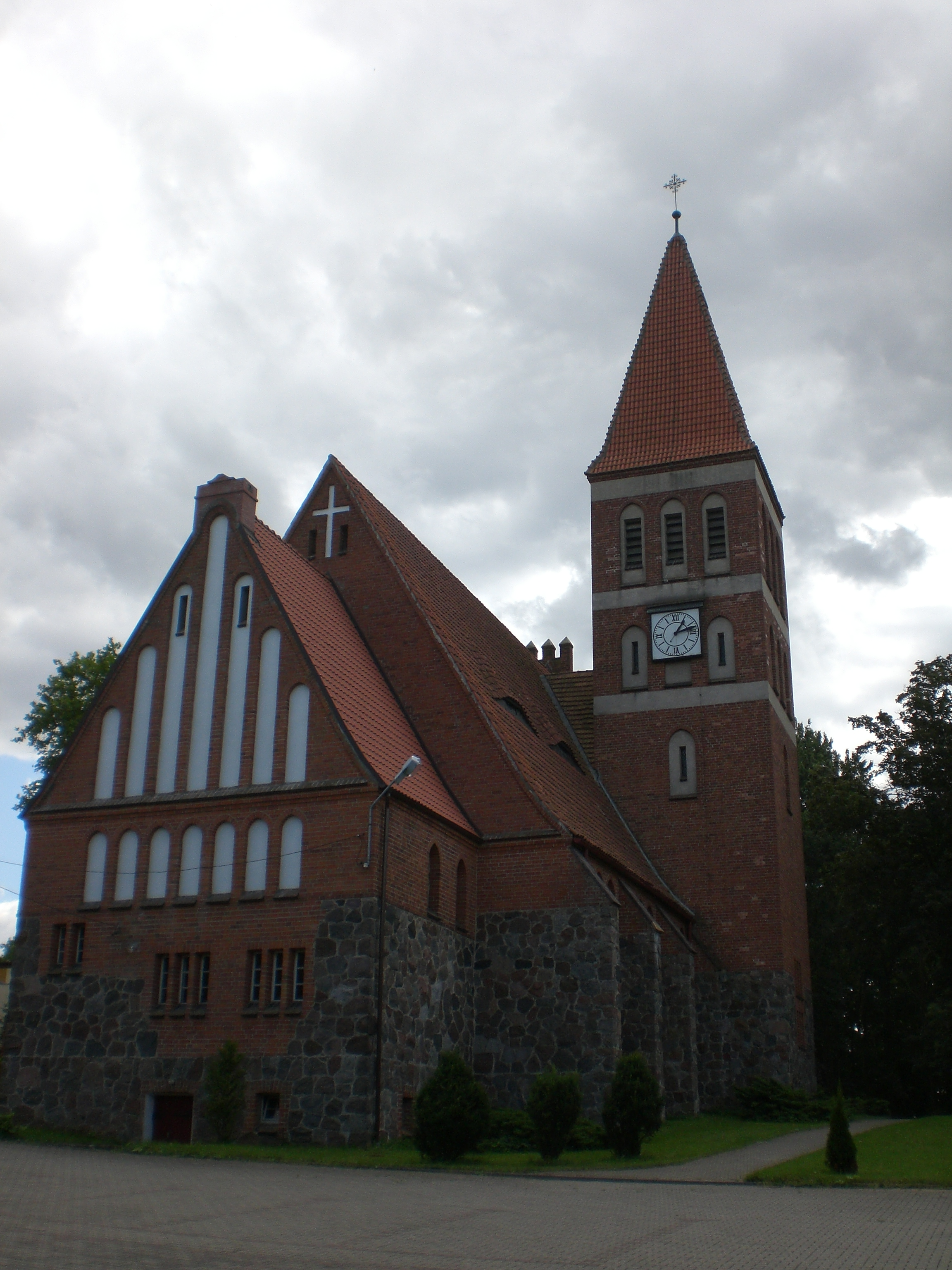
Kościół parafialny Matki Bożej Nieustającej Pomocy w Turzu
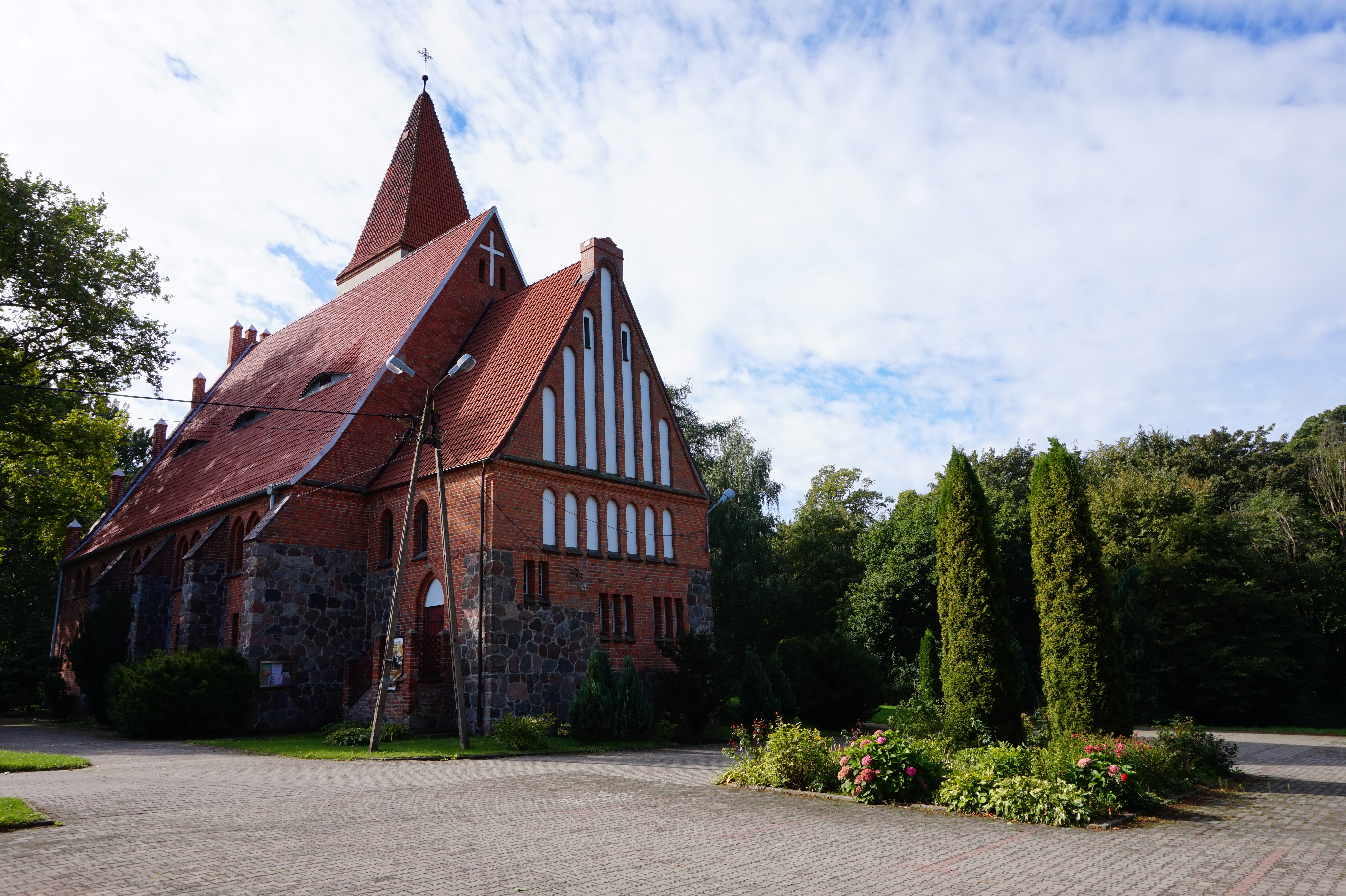
Kościół od strony parkingu
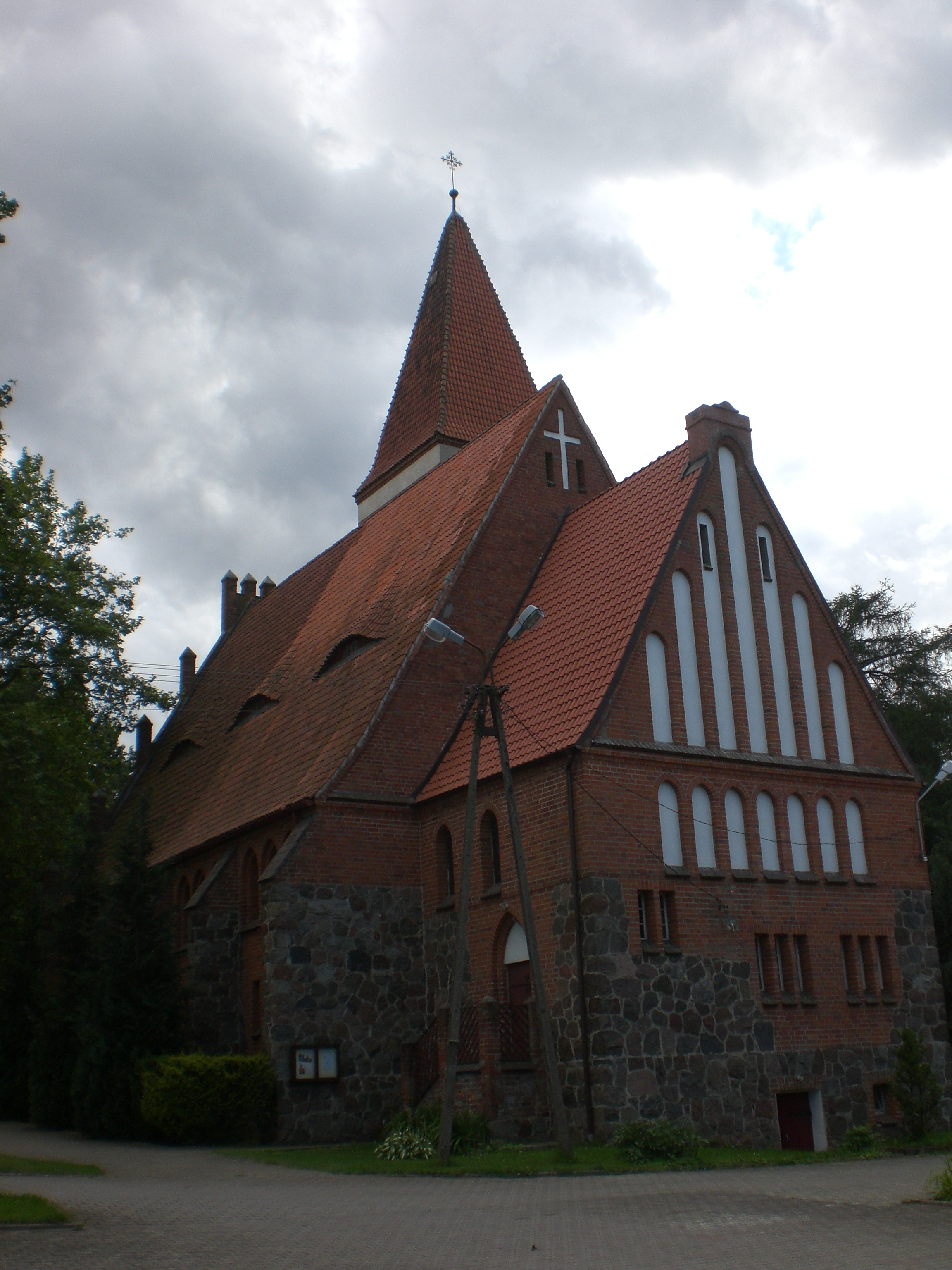
Kościół od strony parkingu
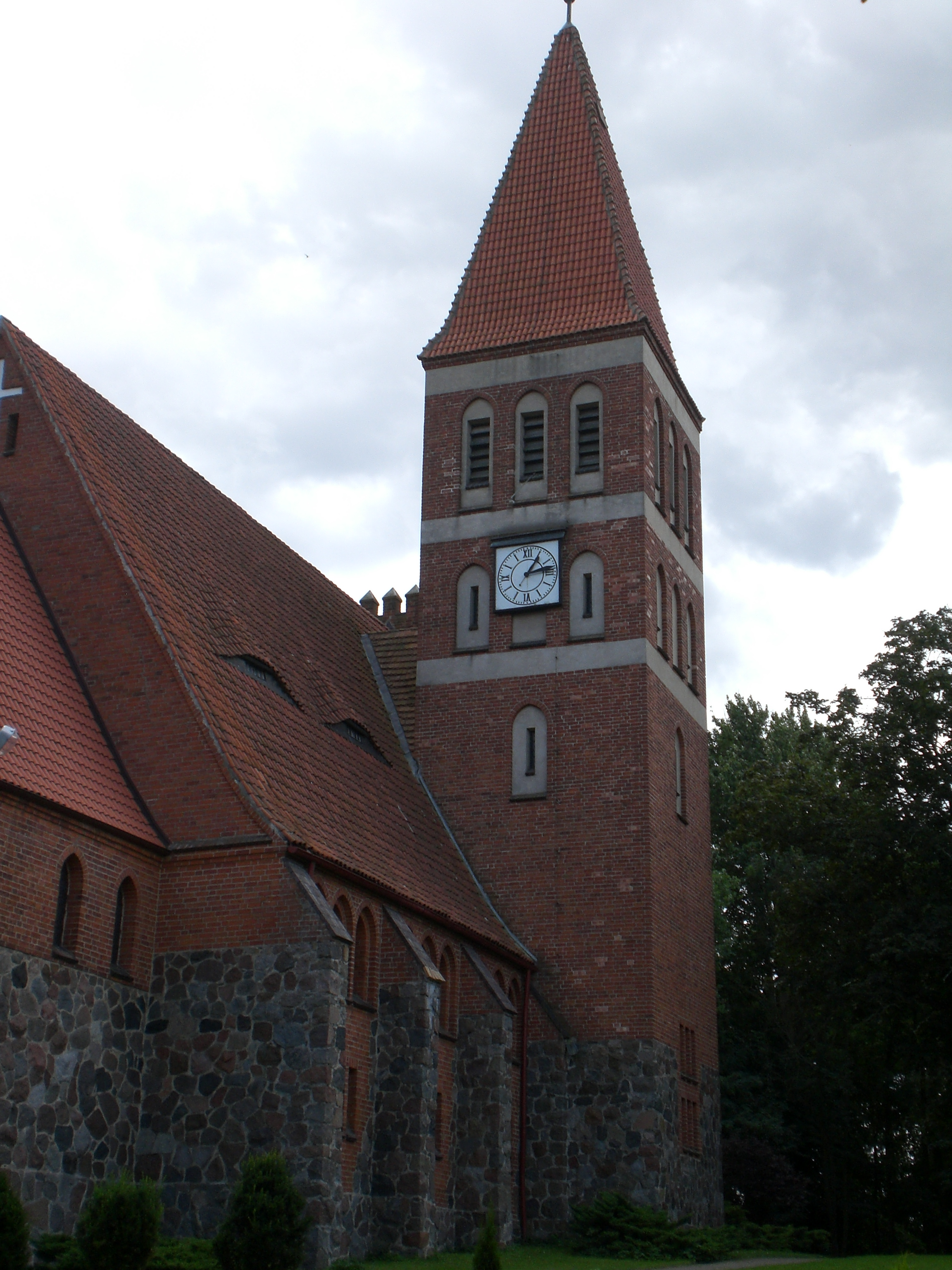
Wieża kościelna
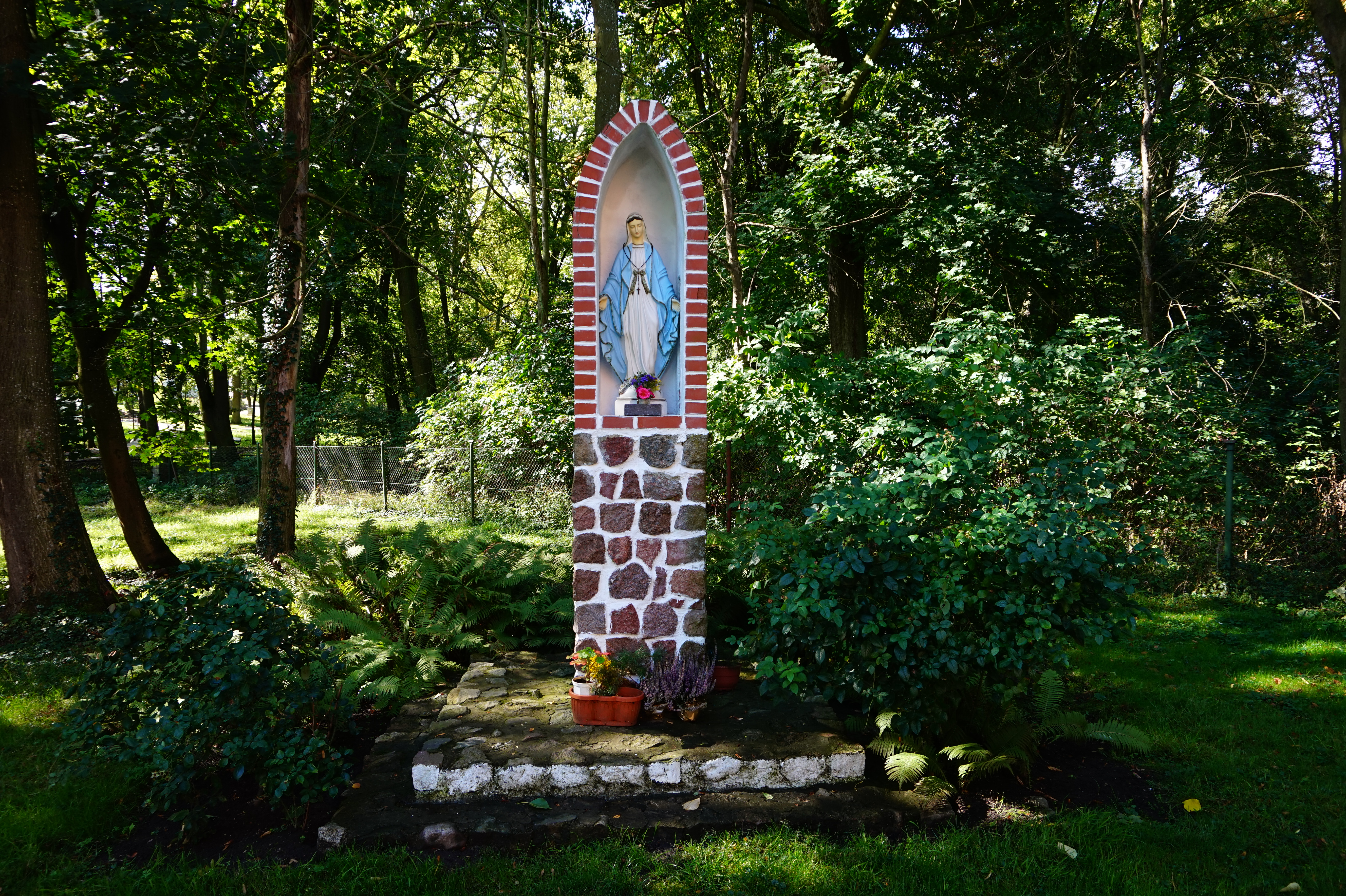
Kapliczka przed kościołem